# Mohammad Ibrahim Kederi
Mohammad Ibrahim Kederi (ur. 11 kwietnia 1930 w Kabulu, zm. 22 maja 2022 tamże) – afgański zapaśnik walczący w stylu wolnym. Czterokrotny olimpijczyk
Zajął dwudzieste pierwsze miejsce w Rzymie w 1960 w kategorii do 62 kg  w stylu wolnym, piąte miejsce w Tokio w 1964 i czternaste w Meksyku w 1968 w wadze do 63 kg, w stylu wolnym, a także dziewiętnaste w Monachium w 1972 w kategorii do 62 kg, w stylu klasycznym.
Brązowy medalista igrzysk azjatyckich w 1962, piąty w 1966, ósmy w 1974 roku.

## Letnie Igrzyska Olimpijskie 1960
| Konkurencja      | Rundy eliminacyjne      | Rundy eliminacyjne      | Klas. końcowa |
| Konkurencja      | Przeciwnik I            | Przeciwnik II           | Miejsce       |
| ---------------- | ----------------------- | ----------------------- | ------------- |
| 62 kg styl wolny | Muhammad Akhtar (PAK) P | Roberto Vallejo (MEX) P | 21.           |

## Letnie Igrzyska Olimpijskie 1964
| Konkurencja      | Rundy eliminacyjne | Rundy eliminacyjne  | Rundy eliminacyjne | Rundy eliminacyjne    | Rundy eliminacyjne    | Klas. końcowa |
| Konkurencja      | Przeciwnik I       | Przeciwnik II       | Przeciwnik III     | Przeciwnik IV         | Przeciwnik V          | Miejsce       |
| ---------------- | ------------------ | ------------------- | ------------------ | --------------------- | --------------------- | ------------- |
| 63 kg styl wolny | wolny los Z        | Raúl Romero (ARG) Z | Bert Aspen (GBR) Z | Stanczo Kolew (BUL) P | Bobby Douglas (USA) P | 5.            |

## Letnie Igrzyska Olimpijskie 1968
| Konkurencja      | Rundy eliminacyjne    | Rundy eliminacyjne             | Klas. końcowa |
| Konkurencja      | Przeciwnik I          | Przeciwnik II                  | Miejsce       |
| ---------------- | --------------------- | ------------------------------ | ------------- |
| 63 kg styl wolny | Elkan Tedejew (SUN) P | Cedendambyn Nacagdordż (MGL) R | 14.           |

## Letnie Igrzyska Olimpijskie 1972
| Konkurencja          | Rundy eliminacyjne      | Klas. końcowa |
| Konkurencja          | Przeciwnik I            | Miejsce       |
| -------------------- | ----------------------- | ------------- |
| 62 kg styl klasyczny | Stelios Mijakis (GRE) P | 19.           |